# Lucius Sergius Catilina

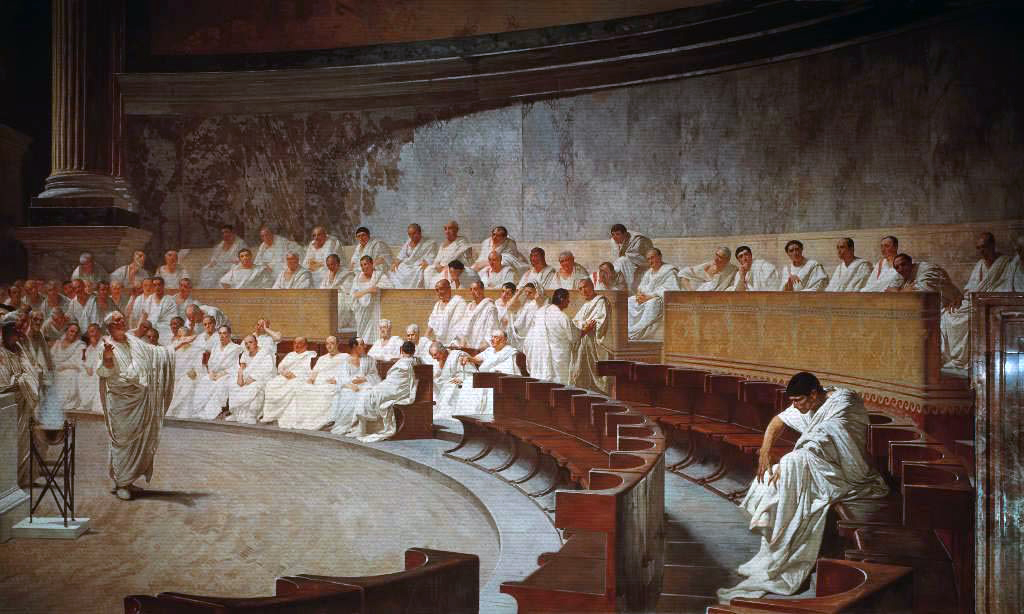
Cicero klagt gegen Catilina (Fresko von Cesare Maccari, 19. Jh.)

Lucius Sergius Catilina (* vermutlich 108 v. Chr.; † 62 v. Chr.) war ein römischer Politiker. Bekannt ist er vor allem durch den als Catilinarische Verschwörung bezeichneten Umsturzversuch, mit dem er im Jahr 63 v. Chr. die Macht in der Römischen Republik an sich reißen wollte. Hintergründe und Verlauf dieser Verschwörung sind besonders durch Ciceros Reden gegen Catilina sowie durch Sallusts historisches Werk De coniuratione Catilinae überliefert.
Die von Cicero in seiner Rede vor dem Senat am 7. oder 8. November 63 v. Chr. brillant formulierte Redewendung „Wie lange noch, Catilina, wirst du unsere Geduld missbrauchen?“ (Quo usque tandem abutere, Catilina, patientia nostra?) taucht heute noch in politischen Diskussionen auf.

## Leben

### Herkunft
Lucius Sergius Catilina entstammte dem patrizischen Geschlecht der Sergier, das für sich in Anspruch nahm, sein Ursprung gehe bis auf die Anfänge Roms zurück. Der Stammvater Sergestus war angeblich einer der Begleiter von Aeneas, der nach dem Untergang Trojas nach Italien floh. Die Patrizierfamilie der Sergier hatte zwar seit geraumer Zeit politisch geringen Einfluss, ragte aber innerhalb der einflussreichen römischen Familien aufgrund der militärischen Verdienste einiger Familienmitglieder hervor. Zu den berühmtesten Vorfahren Catilinas zählte Marcus Sergius Silus, der im zweiten punischen Krieg gegen Hannibal kämpfte und der als der erste Mann gilt, der als Träger einer Handprothese an einer kriegerischen Auseinandersetzung teilnahm.
Seine Frau Gratidia war die Schwester von Marcus Marius Gratidianus. Somit war er mit Gaius Marius und Marcus Tullius Cicero verschwägert.

### Laufbahn
Sein erstes Auftreten als Mitglied eines consilium des Konsuls Gnaeus Pompeius Strabo fällt in das Jahr 89 v. Chr.; dieses consilium beschloss die Verleihung des römischen Bürgerrechts an eine spanische turma wegen hervorragender Tapferkeit. In dieser Zeit könnte Catilina den Posten eines Tribuns oder Präfekten innegehabt haben; ein gewisses, vielleicht nicht geringes Maß an militärischen Fähigkeiten dürfte er jedenfalls besessen haben.
Nach der Rückkehr Sullas aus dem Krieg gegen Mithridates im Jahre 83 v. Chr. schlug sich Catilina zusammen mit seinem Onkel mütterlicherseits auf dessen Seite, da er sich wohl von ihm den größten Vorteil für seine weitere Laufbahn versprach.

### Wirken unter Sulla
82 v. Chr. soll er seinen Bruder getötet und den Mord dadurch gerechtfertigt haben, dass er den Bruder nachträglich in die Proskriptionslisten eintragen ließ. Im selben Zusammenhang wird ihm auch die Vergewaltigung von dessen jungfräulicher Tochter vorgeworfen. Wie weit diesen Nachrichten jedoch Glauben geschenkt werden kann, ist zweifelhaft.
Später erhielt er von Sulla den Auftrag, seinen Schwager Marcus Marius Gratidianus zu foltern und zu töten, weil der mit Gaius Marius verwandt war. Die Tatsache, dass Marius Gratidianus der Bruder seiner Frau war, schien ihn von der Ausführung nicht abgehalten zu haben. Einige Autoren berichten, Catilina habe den eigenhändig abgetrennten Kopf des Opfers zu Sulla in den Apollotempel gebracht und sich dort die blutigen Hände im Weihwasserbecken gewaschen. Als Legat war er im selben Jahr an der Eroberung von Praeneste durch sullanische Truppen beteiligt und tat sich in der Folge als engagierter Verfolger der von Sulla Proskribierten hervor. Zu seinen Opfern zählte wohl auch der Ehemann seiner Schwester, ein gewisser Quintus Caecilius.
Cicero und Sallust bescheinigen Catilina zwar einen ausschweifenden Lebenswandel, der hohe Schulden zur Folge hatte, nachdem sein unter Sulla erworbenes Vermögen verprasst war, doch kann es sich hierbei durchaus um eine tendenziöse Behauptung handeln, die den Zweck hatte, Catilina weiter herabzusetzen. Bekanntermaßen strapazierte der cursus honorum die private Kasse eines jeden, der ein Amt anstrebte oder innehatte; verwiesen sei an dieser Stelle nur auf Caesar, der mit der Kriegsbeute aus Gallien seine Kassen füllte.

### Statthalterschaft in Africa und Anklagen durch Clodius
Nach seiner Prätur im Jahr 67 v. Chr. ging Catilina pro praetore in die Provinz Africa. Da die Staatsämter in Rom nicht vergütet wurden, sondern dem Inhaber im Gegenteil hohe Kosten verursachten, etwa durch Wahlkämpfe oder die Finanzierung öffentlicher Bauten, betrachteten ehemalige Prätoren und Konsuln die einjährige Statthalterschaft, die ihnen nach ihrer Amtszeit zugewiesen wurde, als willkommene Gelegenheit, sich auf Kosten der Provinzbevölkerung zu sanieren. Die Erhebung teils legaler, teils illegal erpresster Steuern und Abgaben wurde akzeptiert, so lange sie sich im üblichen Rahmen hielt. Catilina scheint seine Provinz jedoch weit über Gebühr ausgeplündert zu haben.
Nach seiner Rückkehr im Jahr 65 v. Chr. strengte Publius Clodius Pulcher daher, beauftragt von einer Gesandtschaft aus Africa, ein Repetundenverfahren gegen ihn an, mit dem die Provinzialen sich gegen allzu ausbeuterische Promagistrate wehren konnten. Catilina wurde jedoch freigesprochen, da er von einem der Konsuln dieses Jahres verteidigt und im Gericht von Mitgliedern des Ritterstands unterstützt wurde. Cicero unterstellte Catilina und Clodius später, sich abgesprochen und gemeinsame Sache gemacht zu haben. Der Althistoriker Michael Sommer hält dies aber für ebenso unwahrscheinlich wie ein angeblich schon früher von Clodius gegen Catilina angestrengtes Verfahren. Demnach habe der knapp über 20-jährige Clodius ihn 73 v. Chr. wegen Unzucht mit einer Vestalin angeklagt, ein Vergehen, das mit dem Tod bestraft wurde. Catilina sei aber auch damals freigesprochen worden, dank des Eingreifens des ehemaligen Konsuls Quintus Lutatius Catulus und der Bestechung der Richter, angeblich durch Caesar und Crassus. 

### Catilinarische Verschwörung und Tod
→ Siehe auch: Catilinarische Verschwörung

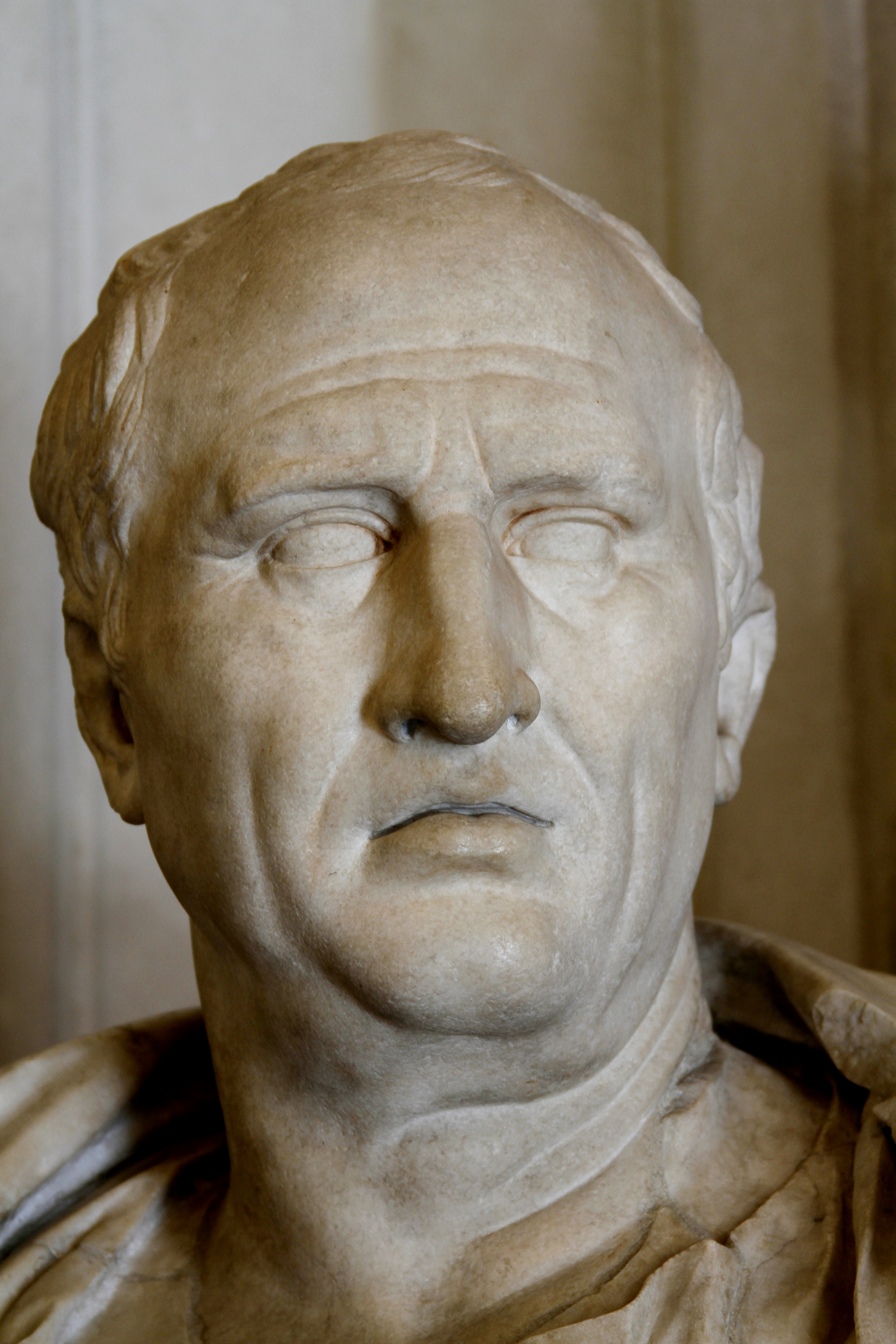
Büste Ciceros in den Kapitolinischen Museen, Rom

Catilinas Ambitionen, das Amt des Konsuls und damit das einflussreichste politische Amt Roms zu erlangen, wurden durch das Repetundenverfahren in den Jahren 65/64 v. Chr. und vom Widerstand seines Gegenspielers Marcus Tullius Cicero bei den Konsulatswahlen im Jahr 63 v. Chr. zurückgeworfen. Er war nach den verlorenen Konsulatswahlen hoch verschuldet, und strebte nun die Machtübernahme mit illegalen, gewaltsamen Mitteln an.
Catilina setzte dabei auf die Unterstützung von verarmten Kleinbauern, die sich eine Umteilung des senatorischen Großgrundbesitzes sowie der „plebs urbana... die zum Teil verschuldet war, vor allem die tabernarii, Handwerker und Ladenbesitzer, die ihren Gläubigern Sicherheiten bieten konnten, welche ... durch die hohen Mieten und die bis 67 steigenden Getreidepreise“ gezwungen gewesen waren Geld zu hohen Zinsen zu leihen. Diese Volksmasse erhoffte sich von einem Catilinarischen Regiment einen umfassenden Schuldenerlass.
Dieser Putschversuch wurde vom Senat mit großer Härte niedergeschlagen; Catilina wurde zum Staatsfeind erklärt und floh mit seinen Anhängern aus Rom.
Im Jahre 62 v. Chr. kam er schließlich in der Schlacht bei Pistoria ums Leben.

## Nachwirkung
Die Person Lucius Sergius Catilina wurde in römischer Zeit nach der Niederschlagung der Catilinarischen Verschwörung zu einem sprichwörtlichen Symbol für Schurkerei. Sein Name wurde außerdem als Schimpfname für ungeliebte römische Kaiser gebraucht. Vergil lässt ihn darüber hinaus in seiner rund 50 Jahre nach der Niederschlagung der Verschwörung geschriebenen Aeneis auftreten, wo ihn in der Unterwelt die Furien quälen.
Für römische Historiker, die sich mit zivilem Ungehorsam und Aufstand im Verlauf der römischen Geschichte auseinandersetzten, stellte der Fall Catilina das Musterbeispiel dar, auf das sie zurückgriffen, auch wenn diese eine Umkehrung der chronologischen Reihenfolge darstellte. Titus Livius beispielsweise beschreibt mit seinem Marcus Manlius einen römischen Adeligen aus der römischen Frühgeschichte, der sich mit dem römischen Pöbel verbündet und eine zum Scheitern verurteilte Revolution anzettelt. Aus Sicht von Althistorikerin Mary Beard ist dies eine Projektion Livius’ der catilinarischen Verschwörung auf die römische Frühzeit.
Verschiedene Autoren setzten sich im Laufe der Jahrhunderte mit der Figur Catilina auseinander. Dabei wurde sie sowohl negativ als auch positiv ausgedeutet, je nach politischer Einstellung des Autors: Der am englischen Hof angestellte Ben Jonson veröffentlichte Catiline His Conspiracy im Jahre 1611. Catilina ist der Staatserschütterer, den es zu bekämpfen gilt, sein Gegenspieler, Marcus Tullius Cicero, ist der strahlende Retter des Vaterlandes. Ganz anders interpretiert Ferdinand Kürnberger den Stoff im Jahre 1855. Der revolutionär eingestellte Kürnberger sieht Catilina als Sozialrevolutionär, der die verkommene, starre Ordnung aufbrechen möchte. Auch bei Henrik Ibsen begegnet in seinem Erstlingsdrama Catilina (1849) ein nicht gänzlich negativer Catilina.
Aktuelle belletristische Bearbeitungen des Stoffs sind: Robert Harris: Titan, München 2009; Dietrich Oldenburg: Die Spur der Wölfe, Frankfurt 2001; John Maddox Roberts: Die Catilina-Verschwörung, München 2003; Steven Saylor: Das Rätsel des Catilina, München 1996.
Aufgrund der meist negativen Ausdeutung der Catilina-Figur wird Catilina heute, anders als andere bekannte antike Persönlichkeiten, selten als Namensgeber verwendet. Ausnahmen sind die Residenze Torre di Catilina, eine Hotelanlage in Pistoia, dem Ort, an dem der historische Catilina getötet wurde, sowie der deutschsprachige Anbieter für online Lateinkurse Schola Latina Catilina.